# Alappuzha
Alappuzha (malajalam: ആലപ്പുഴ, znane również jako Alleppey lub Alleppi) – miasto w dystrykcie Kerala w południowych Indiach nad Morzem Arabskim. W pobliżu miasta są kanały, plaże i laguny. Zostało ono opisane przez George'a Curzona jako Wenecja Wschodu. Alappuzha ma bardzo starą historię. Prawdopodobnie jeszcze przed narodzinami Jezusa Chrystusa kwitł tu handel z Grekami i Rzymianami.

## Demografia
W 2001 roku liczba ludności wynosiła prawie 180 tys. Mężczyźni stanowili 48% populacji, kobiet zaś 52%. Około 85% ludzi umiało czytać i pisać, co jest dużo wyższą średnią niż w przypadku średniej krajowej, która wynosi 60%. 11% populacji stanowią dzieci poniżej 6 roku życia.

## Instytucje naukowe
Dystrykt Alappuzhy jest dumny ze swojej przeszłości edukacyjnej, znajduje się tam bowiem ponad 10 szkół artystycznych i naukowych (przedmiotów ścisłych), jedna akademia medyczna, studia inżynierskie i politechnika.

## Jednostki podrzędne
Taluki: Karthikappally, Chengannur, Mavelikkara, Ambalappuzha, Kuttanad, Cherthala.